# آنا بارو

آنا بارو (مجاری: Báró Anna؛ ‏ ۳ اکتبر ۱۹۲۰ – ۲۳ اکتبر ۱۹۹۴) بازیگر اهل مجارستان بود. وی بین سال‌های ۱۹۴۰ تا ۱۹۹۴ میلادی فعالیت می‌کرد.
از فیلم‌ها یا مجموعه‌های تلویزیونی که وی در آن‌ها نقش داشته‌است، می‌توان به عنکبوت آبی اشاره نمود.